# Гідденгаузен
Гідденгаузен (нім. Hiddenhausen) — місто в Німеччині, знаходиться в землі Північний Рейн-Вестфалія. Підпорядковується адміністративному округу Детмольд. Входить до складу району Герфорд.
Площа — 23,87 км2. Населення становить 19 724 ос. (станом на 31 грудня 2020).

## Географії

### Сусідні міста та громади
Гідденгаузен межує з 5 містами / громадами:
- Бюнде
- Кірхленгерн
- Лене
- Герфорд
- Енгер

## Галерея

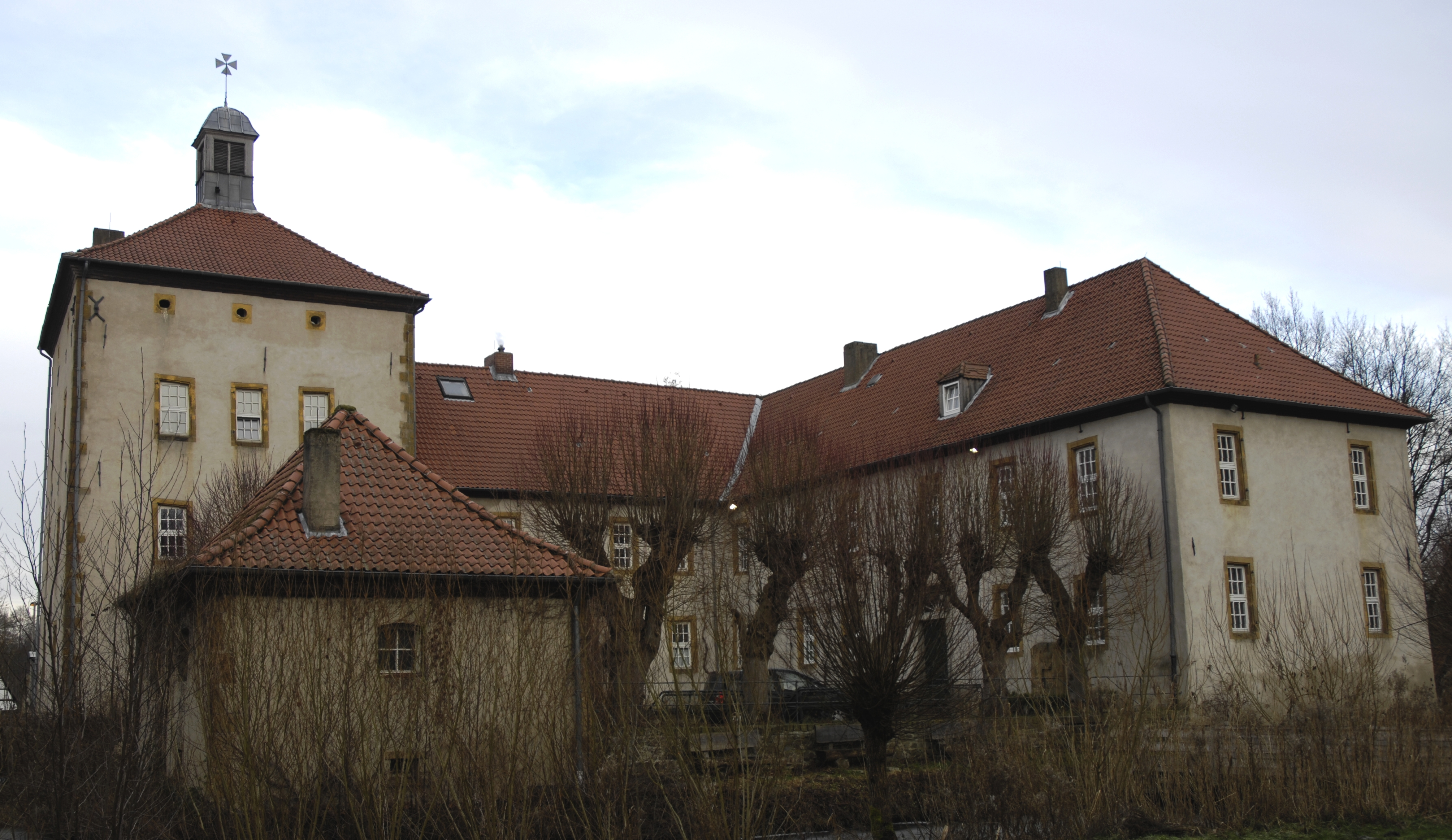
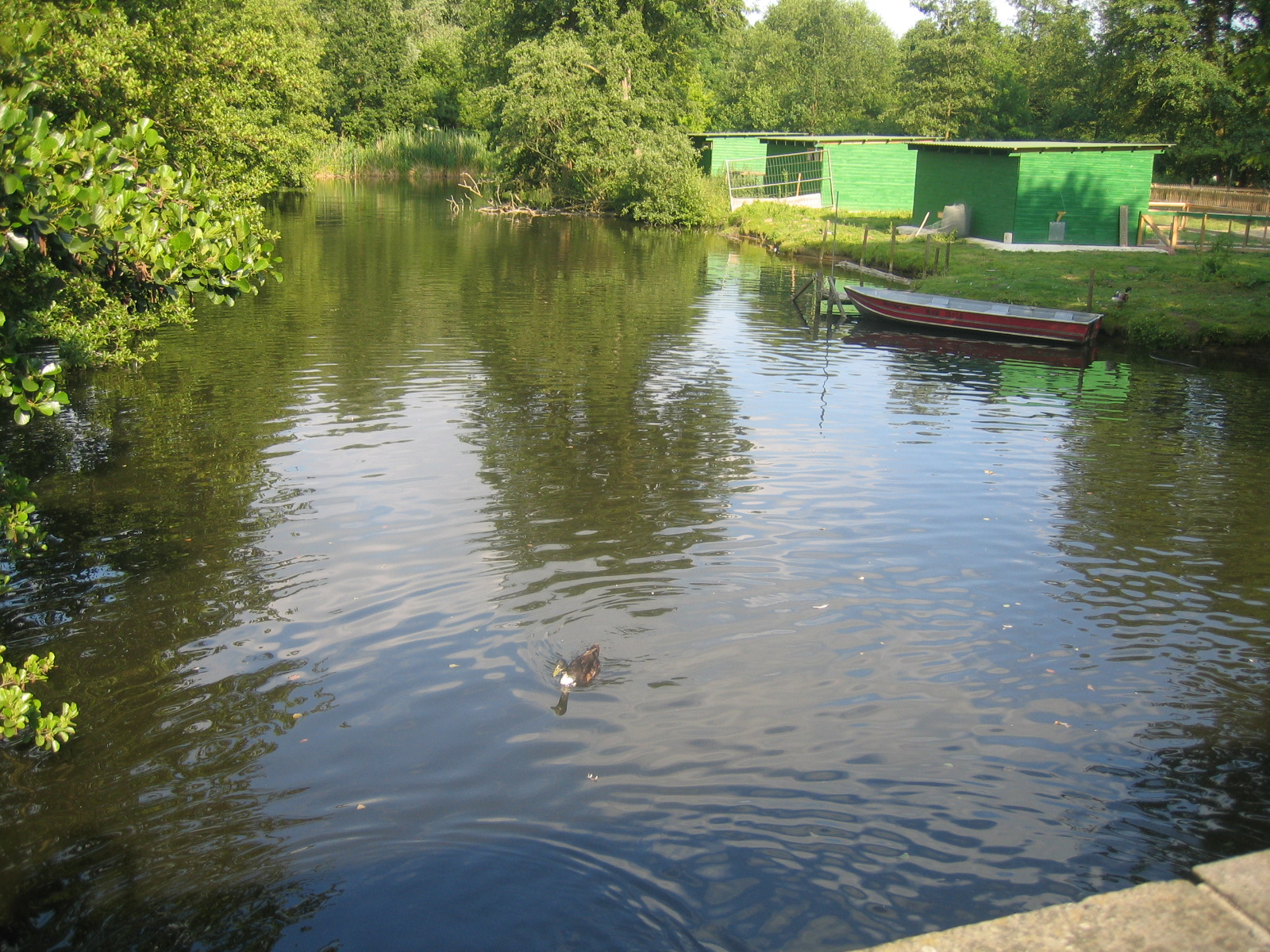
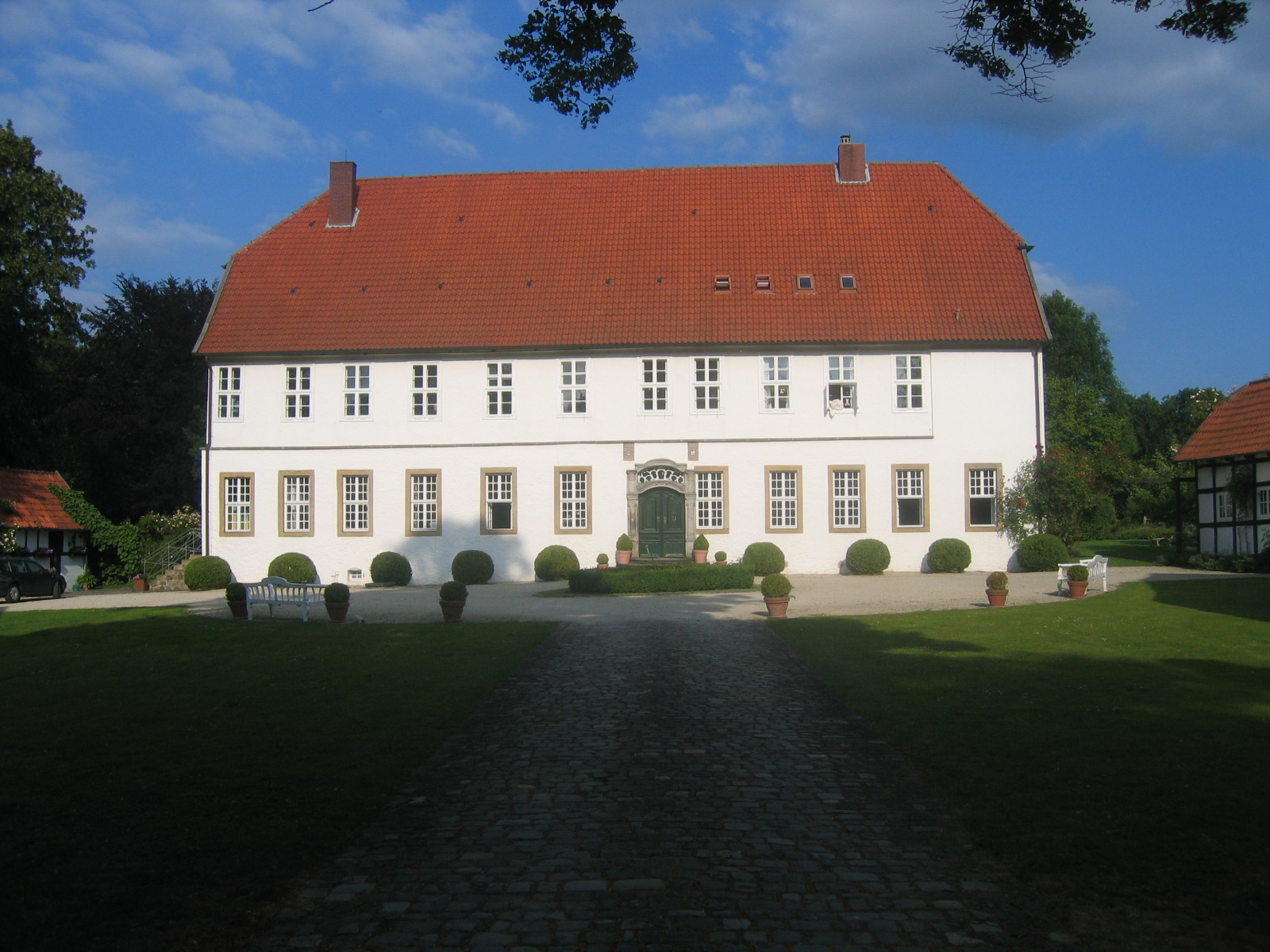
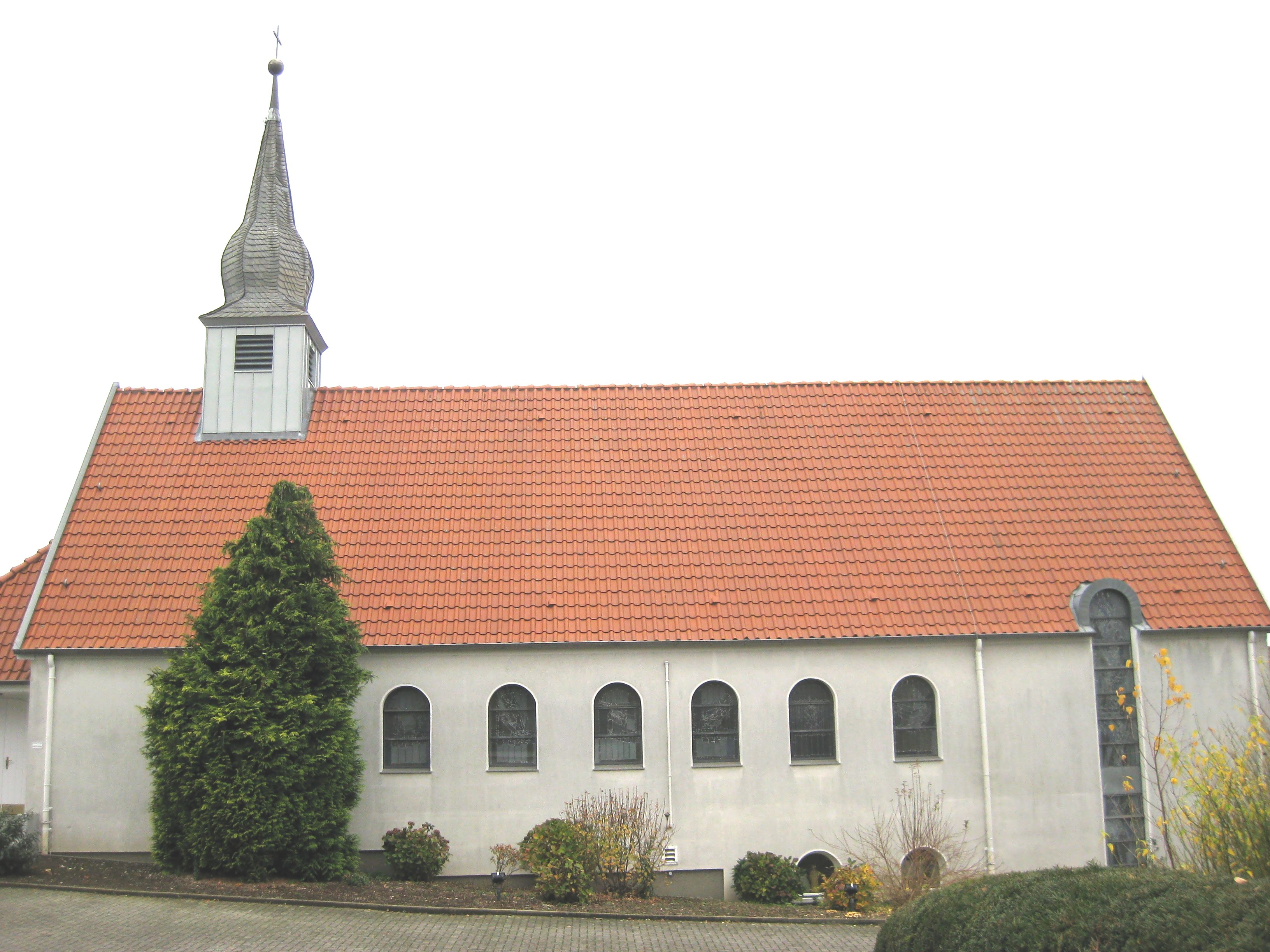
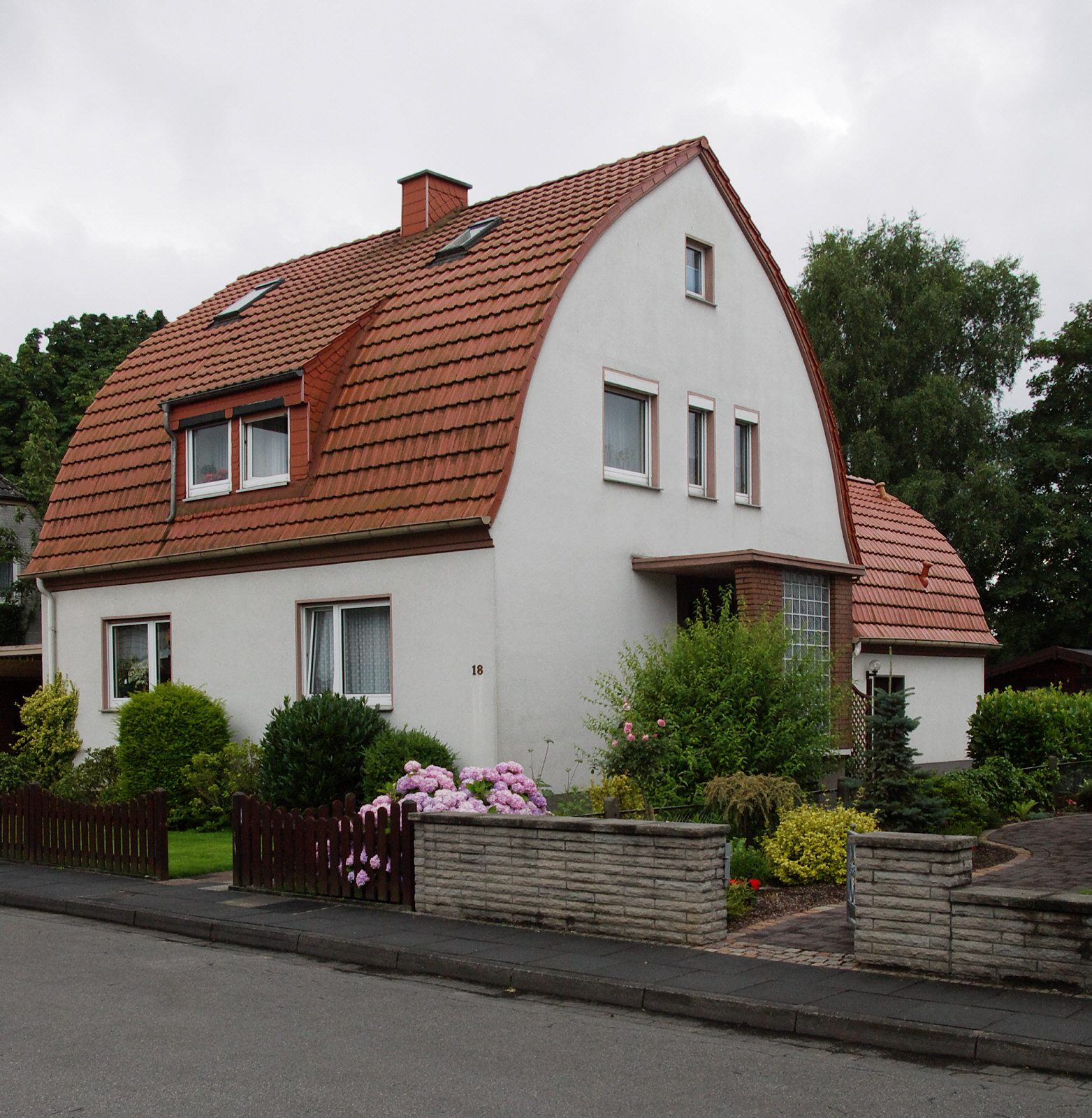
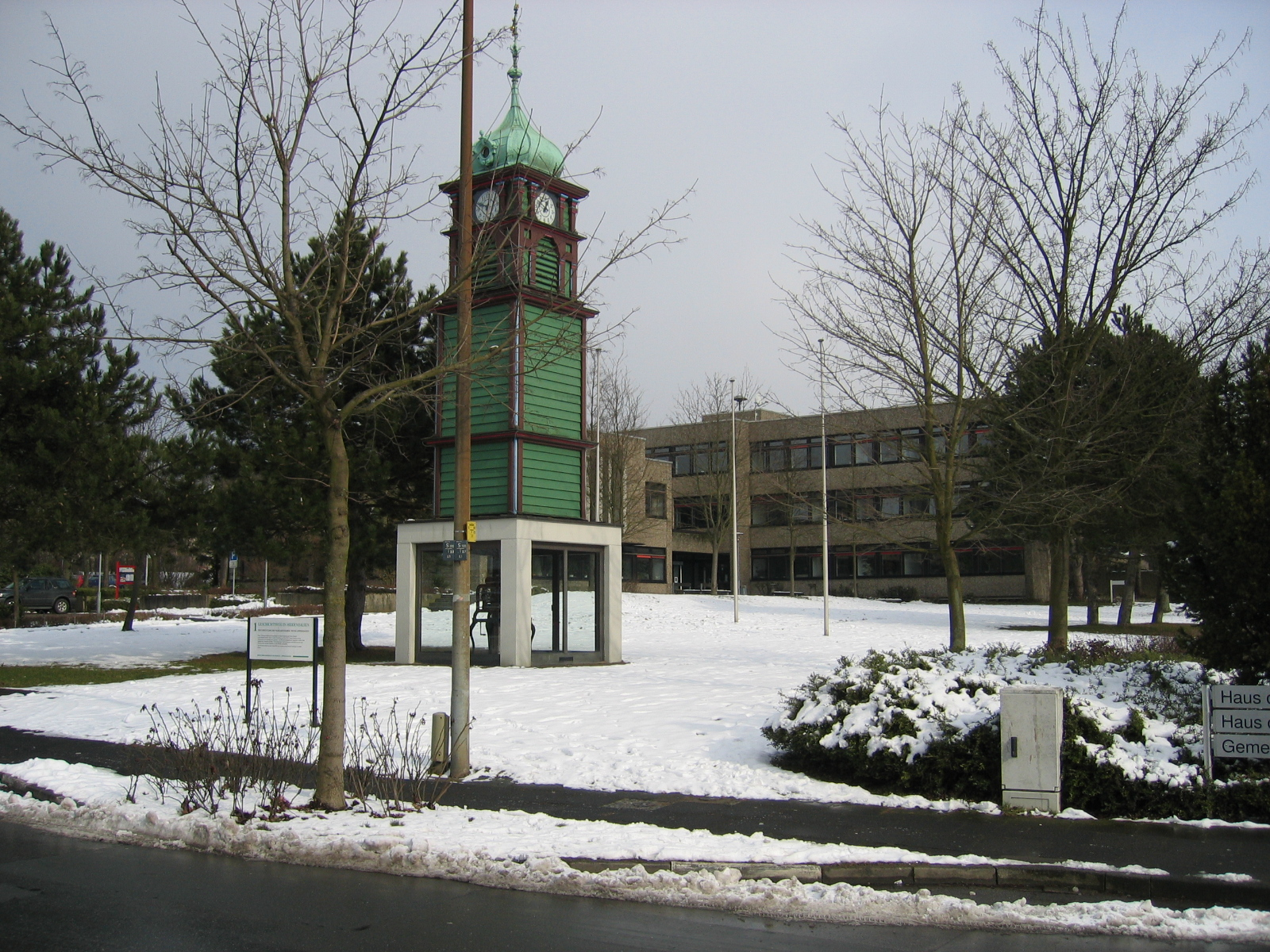

### Адміністративний поділ
Місто  складається з 6 районів:
- Айльсгаузен
- Гідденгаузен
- Ліппінггаузен
- Етінггаузен
- Швайхельн-Бермбек
- Зундерн